# Christiane Noll
Christiane Noll (New York, 5 ottobre 1968) è un'attrice, cantante e doppiatrice statunitense.
Ha recitato in numerosi musical a Broadway e in altre città statunitensi, tra cui: Jekyll & Hyde (1997), It Ain't Nothin' but the Blues (1999), Student Prince (2000), The New Moon (2003), Urinetown (2004), Ragtime (2010, candidata al Tony Award alla miglior attrice protagonista in un musical), Chaplin (2013).
Ha dato le voci alle parti cantante del personaggio di Anna Leonowens nel film d'animazione Il re ed io.

## Filmografia

### Attrice

#### Televisione
- The Sound of Music Live!, regia di Rob Ashford e Beth McCarthy-Miller – film TV (2013)
- The Good Fight – serie TV, 1 episodio (2017)
- Law & Order: Unità Speciale – serie TV, 1 episodio (2017)
- Madam Secretary – serie TV, 1 episodio (2017)
- Law & Order: Organized Crime – serie TV, 1 episodio (2021)
- Evil – serie TV, episodio 3x06 (2022)

### Doppiatrice
- Il re ed io (The King end I), regia di Richard Rich (1999)